# Lewis Ludlam

a Compétitions nationales et continentales officielles uniquement.

b Matchs officiels uniquement.
Dernière mise à jour le 11 septembre 2024.
Lewis Ludlam, né le 8 décembre 1995 à Ipswich (Angleterre), est un joueur international anglais de rugby à XV, jouant principalement au poste de troisième ligne aile au RC Toulon depuis 2024.

## Biographie

### Jeunesse et formation
Lewis Ludlam naît le 8 décembre 1995 à Ipswich, en Angleterre, d'un père ayant des origines palestiniennes et égyptienne et d'une mère originaire du Guyana. Il grandit dans une famille aimant la boxe et le football. Cependant, alors que personne ne suit le rugby dans son entourage, il décide de se lancer dans ce sport après la victoire de son pays lors de la Coupe du monde 2003.
Il rejoint le centre de formation des Northampton Saints à l'âge de 13 ans. Deux ans plus tard, il est libéré par le club à cause de sa taille et de son manque de technique. Il part donc jouer à Colchester, puis est finalement récupéré par Northampton.

### Carrière professionnelle
En juillet 2019, il est sélectionné en équipe d'Angleterre pour préparer la Coupe du monde 2019.
Fin juin 2023, il est sélectionné avec le XV de la Rose par Steve Borthwick dans un groupe de 41 joueurs pour les matchs de préparation à la Coupe du monde 2023,. Quelques semaines plus tard, il est retenu dans le groupe final pour participer au Mondial,.
À partir de la saison 2024-2025, il s'engage avec le RC Toulon, avec qui il signe un contrat de trois ans. Il arrive en France en compagnie de son compatriote Kyle Sinckler.

## Palmarès

### En club
- Northampton Saints
  - Vainqueur du Championnat d'Angleterre en 2024

### En sélection nationale
- Angleterre
  - Vainqueur du Tournoi des Six Nations en 2020
  - Vainqueur de la Triple Couronne en 2020
  - Troisième de la Coupe du monde en 2023